# 抽筋神探
《抽筋神探》，是中国广州漫画家Gwemo鸡毛画的漫画。最初是应《漫画世界》编辑的邀请所作，作者自己在画《抽筋神探》之前自己也喜欢看推理的小说和漫画。主角师子一鸣正确答案就会抽筋，九百则一鸣脑电波和功夫了得的少女伍安娜。这位中学生侦探就读在超智中学。荣获第7届金龙奖最佳幽默漫画奖，第8届广州文艺奖二等奖。